# Ivo Gregurević
Ivo Gregurević (Donja Mahala, 7. listopada 1952. – Zagreb, 1. siječnja 2019.), bio je hrvatski filmski, kazališni i televizijski glumac.

## Životopis
Gregurević je rođen 7. listopada 1952. u selu Donja Mahala nedaleko Orašja, u obitelji majke Jele i oca Marka Gregurevića, koji je bio zemljoradnik. 
Diplomirao je na Akademiji dramskih umjetnosti u Zagrebu. Na filmu debitira 1977. godine (Ne naginji se van, Bogdana Žižića) glavnom ulogom provincijalca na radu u Njemačkoj, karakterističnom za njegov glumački profil, da bi tijekom 80-ih i 90-ih godina ostvario niz iznimno zapaženih velikih uloga na filmu. Vrsno je tumačio pomalo grube, ponekad i opasne "narodske tipove" poput otmičara u Osuđenima Zorana Tadića 1978., konduktera u Kraljevoj završnici Živorada Tomića 1987. te istražitelja u Životu sa stricem Krste Papića 1988. godine, a u slavonskom stilu i naslovna razbojnika i ljubavnika Jovu Stanisavljevića ("slavonskog Robina Hooda") u Čarugi Rajka Grlića 1991. godine. S uspjehom je nastupao i u kazalištu te na televiziji. Nagrađivan je na festivalu u Nišu; dobio je nagradu "sedam sekretara SKOJ-a" i druge. Osim što se bavio kazalištem, filmom i televizijom, snimao je i televizijske reklame. 
Od 1995. bio je jedan od organizatora Dana hrvatskog filma u Orašju.

### Privatni život
Gregurević je isprva bio u braku s glumicom Dubravkom Ostojić, s kojom je dobio sina Marka. Godine 2002. započeo je vezu s mlađom glumicom Dolores Lambašom, s kojom prekida 2007. godine, no ostaju u prijateljskim odnosima. Posljednjih je godina života bio u vezi sa ženom nepoznatoj javnosti, koja je zaposlena kao inspektorica u MUP-u.
Gregurević je preživio moždani udar, dok je 2013. osobno zatražio završetak snimanja serije Odmori se, zaslužio si zbog sve slabijeg pamćenja teksta i, općenito, slabe koncentracije na setu. 
Preminuo je iznenada u vlastitom domu u Zagrebu, 1. siječnja 2019. u 66. godini života. Gregurevićevo beživotno tijelo pronašla je njegova djevojka dan kasnije.
Dana 7. siječnja na zagrebačkom Mirogoju od Gregurevića su se oprostili brojni prijatelji, kolege glumci, obitelj i rodbina, među ostalima Mia Begović, Anja Šovagović-Despot, Dubravka Ostojić, Matija Prskalo, Perica Martinović, Zlatan Zuhrić, Vedran Mlikota i drugi. Pokopan je 8. siječnja na mjesnom groblju Karaula u rodnoj Donjoj Mahali, dan poslije ispraćaja na Mirogoju, pred mnogobrojno okupljenima – obitelji, rodbinom i prijateljima.

## Filmografija

### Televizijske uloge
- "General" kao Stevo (2019.) – postumna uloga
- "Kokice" kao Ivo Gregurević (2019.) – arhivska snimka
- "Čuvar dvorca" kao Boris Bišćan (2017.)
- "Počivali u miru" kao Pavle Rešetar (2017.)
- "Patrola na cesti" kao don Anđelko (2015.)
- "Budva na pjeni od mora" kao Duško Kovač (2015.)
- "Zora dubrovačka" kao Tonko Šimunović (2013. – 2014.)
- "Nedjeljom ujutro, subotom navečer" kao Nedeljković (2012.)
- "Provodi i sprovodi" kao Vlado Deronja (2011.)
- "Periferija city" kao Piljo Kamenić (2010.)
- "Tito" kao Josif Staljin (2010.)
- "Stipe u gostima" kao Marko Kosmički (2008. – 2009.)
- "Mamutica" kao načelnik Pavković (2008. – 2009.)
- "Odmori se, zaslužio si" kao Marko Kosmički (2006. – 2013.)
- "Tata i zetovi" kao Daut (2006.)
- "Zlatni vrč" kao doktor (2004.)
- "Crna kronika" kao Šampion (2004.)
- "Novo doba" kao Jure Čular (2002.)
- "Naši i vaši" kao doktor Jozo (2002.)
- "Mjenjačnica" kao gost emisije (2000.)
- "Luka" kao Slobodan Despot (1992.)
- "Operacija Barbarossa" kao Mirkov tata (1990.)
- "Ptice nebeske" (1989.)
- "Brisani prostor" kao Štimer (1986.)
- "Kiklop" kao Krele (1983.)
- "Nepokoreni grad" kao falsifikator (1981.)
- "Velo misto" kao Netjak (1981.)
- "Duvanski put" (1980.)
- "Mačak pod šljemom" kao Repica (1978.)

### Filmske uloge
- "Prvi do srca – Ivo Gregurević" kao Ivo Gregurević (arhivske snimke) (2019.)
- "General" kao Stevo (2019.) – postumna uloga
- "Za ona dobra stara vremena" kao Emil (2018.)
- "Osmi povjerenik" kao Toninov otac (2018.)
- "Agape" kao biskup Anić (2017.)
- "Sve najbolje" kao Matko (2016.)
- "Imena višnje" kao Slavko (2015.)
- "Šegrt Hlapić" kao gazda u selu (2013.)
- "Šuti" kao Zenko (2013.)
- "Sonja i bik" kao Antin otac (2012.)
- "Josef" kao Muđibar (2011.)
- "Ćaća" kao ćaća (2011.)
- "Soba 304" (2011.)
- "Ta tvoja ruka mala" (2009.)
- "Metastaze" kao Filipov otac Marinko (2009.)
- "Crnci" kao Ivo (2009.)
- "Kino Lika" kao Joso (2008.)
- "Kradljivac uspomena" (2007.)
- "Pravo čudo" kao predsjednik (2007.)
- "Konji vrani" kao Vavan (2007.)
- "Put lubenica" kao Ćale (2006.)
- "Duh u močvari" kao Vučević (2006.)
- "Ne pitaj kako!" kao Abas (2006.)
- "Posljednja pričest" kao Darko (2005.)
- "Otac" kao otac (2005.)
- "Što je muškarac bez brkova" kao Marinko (2005.)
- "Što je Iva snimila 21. listopada 2003." kao Božo (2006.)
- "Pod vedrim nebom" kao nasilnik (2005.)
- "Duga mračna noć" kao Major (2004.)
- "Ispod crte" kao Mato Vranar (2003.)
- "Inspekcija" kao Muller (2003.)
- "Tu" kao Boris (2003.)
- "Svjedoci" kao otac (2003.)
- "Ne dao Bog većeg zla" kao Branko (2002.)
- "Serafin, svjetioničarev sin" kao Serafinov otac (2002.)
- "Kraljica noći" kao Emil (2001.)
- "Posljednja volja" kao Mato (2001.)
- "Holding" kao Šušnjara (2001.)
- "Ajmo žuti" kao Ušljebrk (2001.)
- "Sami" (2001.)
- "Nebo, sateliti" kao Škaričić (2000.)
- "Je li jasno, prijatelju?" kao Slaviša (2000.)
- "Crna kronika ili dan žena" kao predsjednik "Runolista" (2000.)
- "Srce nije u modi" kao Ante (2000.)
- "Mliječni put" (2000.)
- "Četverored" kao kapetan Raša (1999.)
- "Crvena prašina" kao Kirby (1999.)
- "Maršal" kao Luka (1999.)
- "Bogorodica" kao Rade (1999.)
- "Kad mrtvi zapjevaju" kao Cinco Kapulica (1998.)
- "Transatlantic" kao Saša (1998.)
- "Tri muškarca Melite Žganjer" kao Jura (1998.)
- "Božić u Beču" kao gost (1997.)
- "Rusko meso" kao Vuk (1997.)
- "Šokica" (1996.)
- "Djed i baka se rastaju" kao Branimir (1996.)
- "Prepoznavanje" kao policajac (1996.)
- "Sedma kronika" kao Kapo (1996.)
- "Anđele moj dragi" kao Jozo (1995.)
- "Isprani" kao Ivo (1995.)
- "Olovna pričest" (1995.)
- "Mrtva točka" (1995.)
- "Svaki put kad se rastajemo" kao Melitin suprug (1994.)
- "Vukovar se vraća kući" (1994.)
- "Kontesa Dora" (1993.)
- "Dok nitko ne gleda" kao Max Sirius (1992.)
- "Čaruga" kao Jovo Stanisavljević Čaruga (1991.)
- "Priča iz Hrvatske" kao Luka Barić (1991.)
- "Krhotine – Kronika jednog nestajanja" kao Vinko (1991.)
- "Stela" kao Tomo Lončar (1990.)
- "Doktorova noć" (1990.)
- "Diploma za smrt" kao Guba (1989.)
- "Đavolji rat" kao kapetan (1989.)
- "Povratak Katarine Kožul" (1989.)
- "Hamburg Altona" kao Mrva (1989.)
- "Leo i Brigita" kao inspektor (1989.)
- "Bez trećeg" kao Marko (1988.)
- "Gospodski život Stipe Zvonareva" kao Stipe Zvonarov (1988.)
- "Sokol ga nije volio" kao Toma (1988.)
- "Život sa stricem" kao Drug Radojića (1988.)
- "Osuđeni" kao Ivo (1987.)
- "Terevenka" (1987.)
- "Kraljeva završnica" (1987.)
- "Večernja zvona" kao Đurica (1986.)
- "Veliki talenat" kao Mišo Krunić (1984.)
- "Duet za jednu noć" (1984.)
- "Treći ključ" kao Marko (1983.)
- "Hildegard" kao Đuro (1983.)
- "Kiklop" kao Krele (1982.)
- "Gosti iz galaksije" (1981.)
- "Visoki napon" kao drug Vlado (1981.)
- "Izgubljeni zavičaj" kao Tona (1980.)
- "Usijanje" kao Rajko (1979.)
- "Osvajanje slobode" kao Krga (1979.)
- "Liberanovi" kao Božo (1979.)
- "Gradilište" (1979.)
- "Osuđeni" (1978.)
- "Mećava" kao Ivan (1977.)
- "Ne naginji se van" kao Filip (1977.)

## Vanjske poveznice
- HRT Magazin: Preminuo Ivo Gregurević, velikan hrvatskog glumišta
- Matica hrvatska / Vijenac 649 – Andrija Tunjić: Ivo Gregurević, BLJESAK koji ne gasne
- Direktno.hr – Sin otkrio kakav je Ivo Gregurević bio tata  Arhivirana inačica izvorne stranice od 16. studenoga 2020. (Wayback Machine)
- Ivo Gregurević u internetskoj bazi filmova IMDb-u (engl.)